# 호리마쓰촌
호리마쓰촌(堀松村)은 이시카와현 하쿠이군에 설치되었던 촌이다.